# 조규조
조규조(曺珪燥, 1961년 10월 23일 ~ )는 대한민국 정치가 출신의 기업인이다.

## 생애
충청남도 천안에서 출생하여 지난날 한때 일가족과 함께 경상남도 창녕에서 잠시 유아기를 보낸 적이 있는 그는 1966년 일가족과 함께 충청남도 천안에 재귀환하여 초등학교 졸업 시절까지 충청남도 천안에서 성장하였다.
지난날 1985년에서부터 1994년까지 9년간 체신부 공직을 입직한 이후 1994년에서부터 2006년까지 12년 남짓을 정통부 공직에 입직을 한 그는 지난날 EBS 한국교육방송공사 부사장 직에 있었다.

### 주요 이력

#### 학력
- 1974년 천안국민학교 졸업
- 1977년 공주중학교 졸업
- 1980년 대전고등학교 졸업
- 1984년 충남대학교 전자공학과 학사
- 1988년 일본 사이타마 대학교 행정정책대학원 행정학 석사
- 1994년 일본 사이타마 대학교 대학원 공공정책학과 행정학 석사

#### 주요 경력
- 1985년 대한민국 체신부 공직 입직(1985년 5월).
- 1994년 대한민국 정보통신부 공직 재입직(1994년 12월).
- 2006년 대한민국 정보통신부 공직 퇴임(2006년 1월).
- 2006년 대한민국 국가정보원 국가사이버안전센터 안전전략실 차석차차장(2006년 6월 1일 ~ 2006년 6월 15일).
- 2006년 대한민국 국가정보원 국가관련통신영상안전임의대책연구소 안전전략실 차석차장(2006년 6월 15일 ~ 2007년 9월 22일).
- 2007년 국제전기통신연합 전파송신체제방송 Senior Officer 편성기획관리실 수석차장(2007년 9월 29일).
- 2011년 UN ESCAP APCICT 부원장(2011년 1월).
- 2013년 대한민국 미래창조과학부 전파정책국 국장(2013년 4월)
- 2014년 대한민국 미래창조과학부 통신정책국 국장(2014년 11월).
- 2015년 대한민국 미래창조과학부 통신정책국 국장 직위 퇴임(2015년 2월).
- 2016년 EBS 한국교육방송공사 부사장(2016년 2월).
- 2017년 EBS 한국교육방송공사 부사장 겸 사장 직무대리 1차(2017년 8월~2017년 9월).
- 2018년 EBS 한국교육방송공사 부사장 겸 사장 직무대리 2차(2018년 12월~2019년 3월).
- 2019년 한국모바일산업협회 제 4대 상근부회장 ( 2019년 6월 17일 ~